# 加賀山之雄
加賀山 之雄（かがやま ゆきお、1902年（明治35年）12月30日 - 1970年（昭和45年）8月7日）は、昭和期の鉄道官僚、政治家。位階は正三位。
第2代日本国有鉄道総裁（在任1949年-1951年）、参議院議員。

## 来歴・人物
福井県大野郡大野町（現在の大野市）生まれ。大野中学、一高を経て、1927年（昭和2年）東京帝国大学法学部法律学科（英法）を卒業し、鉄道省に入省した。
1932年（昭和7年）10月17日に十河信二の娘と結婚。
その後、運輸省鉄道総局長官などを経て1949年（昭和24年）6月1日の国鉄発足時、副総裁に就任する。当初は総裁の予定だったが、GHQが「戦中にベルリンの滞在が長かった」として難色を示し、アメリカ視察の経験があり、GHQが米国通と評価していた下山定則が初代総裁となった。しかし、同年7月6日に下山が轢死体で発見される下山事件が発生すると、急遽総裁代行に就任し、その後、同年9月24日総裁に就任した。
だが、労使の対立が先鋭化していた国鉄ではその後も下山事件に続いて、三鷹、松川事件が起き、1951年（昭和26年）4月24日に発生した桜木町事故で、国鉄は世論から轟々たる非難を浴び、国会で証人喚問に呼ばれ、加賀山は責任を取って、同年8月24日に辞任した。
1952年（昭和27年）9月には鉄道会館社長となった。
1953年（昭和28年）4月に行われた第3回参議院議員通常選挙の全国区に無所属で立候補し当選。当選後は緑風会に所属し、1959年（昭和34年）6月の第5回通常選挙（全国区、緑風会）でも再選され、1965年（昭和40年）に引退するまで2期務めた。
力道山の後援者としても知られ日本プロレス協会理事を務めた。
1970年（昭和45年）8月7日死去、68歳。死没日をもって勲一等瑞宝章追贈（勲四等からの昇叙）、正五位から正三位に叙される。墓所は大野市大雄院。
甥に加賀山朝雄、遠縁に岡田啓介などがいる。

## 国鉄スワローズ設立
国鉄総裁在任中の1950年1月25日、国鉄スワローズ（現・東京ヤクルトスワローズ）を設立した。背景には当時の暗い世相を明るくするため、1949年のプロ野球シーズンオフに新球団乱立の煽りで国鉄野球部より選手が引き抜かれる事態が起きたため、下山事件勃発に象徴される労使対立の解消に向けた国鉄職員に対するレクリエーション、加賀山自身が野球好きだった－などが指摘されている。ただ桜木町事故の発生で世論からは「野球に興じている場合でない」と加賀山の責任を追及される材料にもなった。